# Lūcija Garūta
Lūcija Garūta (ur. 14 maja 1902 w Rydze, zm. 15 lutego 1977 tamże) – łotewska pianistka, poetka, kompozytorka.

## Życiorys
W latach 1919–1925 studiowała w Konserwatorium Łotewskim w Rydze u profesora Jāzepsa Vītolsa. W czasie studiów była akompaniatorką w Łotewskiej Operze Narodowej. Po studiach, w latach 1925–1926 pracowała w Latvijas Radio w Rydze. W 1926 zaczęła uczyć teorii muzyki w Szkole Muzycznej Jazepa Mediny. Kontynuowała studia u Alfreda Cortota, Isidora Philippa i Paula Le Flema. W 1928 studiowała kompozycję u Paula Dukasa w École normale de musique de Paris. W 1926 zadebiutowała w Paryżu, a następnie koncertowała ze śpiewakami Mildą Brehmane-Štengele, Ādolfsem Kaktiņšem i Marissem Vētrą, skrzypkiem Rūdolfsem Miķelsonsem i wiolonczelistą Atisem Teihmanisem. W 1939 była członkiem Zarządu Stowarzyszenia Promocji Muzyki Łotewskiej. W latach 20. i 30. XX wieku była jedną z najbardziej aktywnych pianistek zarówno solo, jak i jako akompaniatorka, koncertując w Rydze i całej Łotwie. W 1940 została wykładowcą kompozycji i teorii muzyki w Łotewskim Konserwatorium, gdzie została profesorem w 1960. Gdy choroba uniemożliwiła jej koncertowanie, skupiła się na nauczaniu. Zmarła w 1977 i została pochowana na Cmentarzu Leśnym w Rydze.

## Dievs, Tava zeme deg!
Napisana w 1943 kantata Dievs, Tava zeme deg! (Boże, Twój kraj płonie!) jest częścią Łotewskiego Kanonu Muzyki i uważana za jeden z najważniejszych utworów wszech czasów muzyki łotewskiej. Premierowe wykonanie miało miejsce 15 marca 1944. Kompozytorka grała na organach Katedry w Rydze a utwór wykonywał chór pod dyrekcją Teodorsa Reitersa z solistami Ādolfsem Kaktiņšem i Marissem Vētrą. Nagranie zarejestrowało również odgłosy walk wokół katedry w Rydze. Tekst napisał Andrejs Eglītis. W czasach Związku Radzieckiego wykonywanie utworu było zakazane, a wszystkie nagrania zniszczone. W 1982 kompozytor Longins Apkalns odnalazł materiał w archiwach niemieckiego radia. Nagranie udało się zrekonstruować i ponownie zostało odtworzone w Sztokholmie. W 1988 chór Ave Sol pod dyrekcją Imantsa Kokarsa wznowił wykonywanie kantaty na Łotwie.